# František Bartoš (závodník)
František Bartoš (10. května 1926 Ostrava – 21. ledna 1987) byl český motocyklový závodník který v letech 1956 – 1957 jezdil v seriálu MotoGP. Jeho mladší bratr Oldřich Bartoš byl také motocyklový závodník.

## Závodní kariéra
Nejlepší sezónu zažil jako tovární jezdec ČZ v roce 1957, kdy ukončil sezónu na devátém místě v mistrovství světa silničních motocyklů do 125 kubických centimetrů. Za svou kariéru odjel 5 závodů v seriálu MS – 3 v kategorii do 250 cm³ (Isle of Man TT 1956 (5. místo) a 1957 (4. místo) a GP Belgie 1957 (5. místo) a dvě v kategorii do 125 cm³ Dutch TT 1956 (6. místo) a GP Belgie 1957 (4. místo).